# Cité de la CECA
La cité de la CECA est une cité ouvriere situé à Marcinelle, Charleroi (Belgique). Elle a été construite dans les années 1960 par l'architecte W. Manhay pour la Communauté européenne du charbon et de l'acier (CECA).
Elle est gérée par la société de logement social La Sambrienne.

## Histoire
En 1958, le conseil d'administration du Foyer Marcinellois, sous la direction de l'Institut national du logement, s'associe au deuxième programme expérimental interdit par la CECA. L'objectif est d'améliorer les conditions de vie des travailleurs migrants et de leurs familles.
La rénovation des logements sociaux sera achevée en 2011,.

La CECA ainsi que la Cité Parc feront l'objet d'un plan d'arborisation. Seize nouveaux arbres sont prévus sur le site,,.

## Architecture
Le site de Marcinelle était l'un des trois sites belges avec Cuesme et Beyne-Huesnay qui faisaient partie du plan européen du "deuxième programme de construction expérimentale" de la CECA.
La cité est divisée en 7 bâtiments comprenant 17 unités de logement pour un total de 119 appartements.
Le système de construction est de type préfabriqué avec une structure porteuse en béton armé et des façades en murs-rideaux. Les panneaux préfabriqués opaques étaient en bois avec une finition en amiante-ciment émaillé à l'extérieur et un panneau en fibre de lin à l'intérieur. La partie transparente était à double vitrage. Le revêtement de sol pour les parties communes était en P.V.C. enduit sur feutre et pour les parties communes en carreaux de vinyle. Tous deux collés directement sur le béton. Le chauffage d'ilot était au charbon ou au mazout. L'eau chaude était chauffée par un chauffe-eau à gaz.
Avec les travaux de rénovation en 2011, l'indice d'isolation k est passé de 174 à 85. Une amélioration du confort de vie qui prend également en compte le remplacement du revêtement extérieur, la rénovation du toit, les menuiseries extérieures et la mise à jour des équipements internes.